# メル・ホール
メルビン・ホール・ジュニア（Melvin Hall Jr. , 1960年9月16日 - ）は、アメリカ合衆国ニューヨーク州ウェイン郡出身の元プロ野球選手（外野手）。

## 経歴
1978年のMLBドラフト2巡目でシカゴ・カブスに指名され契約、1981年9月3日にメジャーデビュー。1984年にクリーブランド・インディアンス、1989年にニューヨーク・ヤンキースと渡り歩いた。メジャーでは主に4番打者として活躍した。
1993年、当時2年連続最下位に低迷していた千葉ロッテマリーンズに推定年俸2億2000万円という破格の待遇で入団。4番打者として活躍し、チーム四冠王（打率、本塁打、打点、盗塁）で、OPSはリーグ1位であった。守備が上手くないため、試合には全て指名打者で出場していた（翌年に外野手1試合）。
1994年は成績を落とし、オフに就任したボビー・バレンタイン監督から戦力外を言い渡されて退団し、中日ドラゴンズに移籍。中日では主に左翼手として出場した（外野手44試合、一塁手6試合）。本拠地であった狭いナゴヤ球場での本塁打量産が期待されたが、両膝の故障による不振のため1995年の1シーズン限りで退団となった。中日時代のホールは守備時もヘルメット（耳当てがないタイプ）を着用して守備に就いていた。
1996年にサンフランシスコ・ジャイアンツでメジャー復帰を果たした。2002年から2003年まではアメリカ独立リーグのセントラルリーグにてプレー。2002年はフォートワース・キャッツおよびスプリングフィールド・オザークマウンテンダックスで、2003年はコースタルベンド・エイビエーターズでプレーし、2003年限りで現役を引退した。
2007年6月、ホールはバスケットボールのコーチをしていた1998年～1999年当時の教え子である未成年の女子2人（当時12歳と14歳）に対するわいせつ行為により逮捕された。その後の裁判にて、児童に対する3件の強姦罪と別の児童に対する2件の猥褻罪で有罪判決を受け、2009年6月に禁錮45年の刑を命じられた。

## 人物
実力者ではあったものの、メジャーリーグでは一度もシーズン20本塁打や100打点に到達したことはなく、目立った実績を残すことはできなかった。また、守備・走塁にも難があったためスターと呼べるほどの選手ではなかったが、本人はスター然とした傲慢な態度を取っていた。そして、その素行や人柄の悪さから数多くの問題を起こした。
1989年から1992年まではニューヨーク・ヤンキースでプレーしたが、その期間のトラブルとしては以下のものがある。
- 1990年にスタメンから外された際に癇癪を起してクラブハウスで暴れ、監督室のドアを破壊した。その後トレードを志願したが、他球団からの獲得申し入れが皆無だったためヤンキースに残留となった[4]。
- 同じ外野手のチームメイトで若手の有望株だったバーニー・ウィリアムス（1991年メジャー初昇格）を執拗にいじめ[4][5]、度々泣かせていた。最終的にはヤンキースGMのジーン・マイケルが、いじめを続けるならば解雇するとホールに通告し、強制的にいじめをやめさせた[5]。
- 1992年のヤンキースのオールドタイマーズ・デー（英語版）で、ホールは式典に参加した球団OBを指さして「あの糞ジジイ共は誰だ？（Who are these old fucking guys?）」と大声で侮辱し、チームメイトや監督のバック・ショーウォルターを呆れさせた[4]。

ヤンキースとの契約最終年であった1992年シーズンは出場試合数（152試合）、安打数（163）、打点（81）で自己最高の成績を残したが、ヤンキースも他のMLB球団もトラブルメーカーのホールと新たな契約を結ぼうとはしなかった。そのため日本に働き場を求め、同年オフに千葉ロッテマリーンズと契約を結んだ。
1994年はロッテでプレーするが、ここでもヤンキース時代のチームメイトだったヘンスリー・ミューレンスに実績の違いを理由に使い走りをさせたり、ロッカーを荒らしたり殴ったりするなどのいじめを行っていた。監督の八木沢荘六からも2度にわたって厳しく注意されていたが、全く改善されずエスカレートするばかりだった。ミューレンはこの件に関し「ホールは嫌な奴だった。二度と思い出したくない」と後に語っている。結局、1994年限りで2人ともロッテを退団している。また、チームが練習を続ける中で自身は早々と終わらせてマッサージを受ける、試合中にもかかわらず無断でベンチ裏に家族を呼ぶ、他のチームメイトを強くつねって回るなどの問題行為を繰り返した。さらに、いくら活躍しても客が入らず勝てないロッテに苛立ち、強豪である読売ジャイアンツに密かに売り込んでいた。
ロッテ時代のチームメイトの愛甲猛は著書で「史上最低の野球選手」という題でホールを酷評し、「ロッテ時代は指名打者としての出場がメインだったので、自分の打席が終わると、いつも隣の控室でテレビゲームをして遊んでいた。あまりのひどさにチームメイトのマックス・ベナブルとつかみあいのケンカになったこともある」と述べている。小宮山悟も「そろそろ俺の出番だろう、みたいな感じで意気揚々と手袋しながらネクストにいく」「そんなやつがチームの中で一番成績を残した。打率もホームランも。はらわた煮えくり返った」と発言しており、初芝清も「打撃技術は素晴らしかったが、見習うところは何一つなかった」と語っている。
中日に移籍した1995年は、前年首位打者のアロンゾ・パウエルに対してもミューレン同様に尊大な態度をとっていた。さらに、対ヤクルト戦になると必ずヤクルトベンチに現れ、ヤクルトに移籍していたミューレンに引き続きいじめを行っていた。
中日時代のチームメイトの山崎武司は出演したラジオ番組で「自身が見てきた中で一番にダメだった外国人選手」と酷評しており、大リーグの実績を鼻に掛け、頻繁に日本の野球を見下す態度を取り、使用するグローブを座布団の代わりとして尻に敷いていた事だけでなく、先述のミューレンをいじめていた事にも触れて「人としてそれはどうなのか」と述べている。そして先述の猥褻事件により現在は収監中である事を番組関係者から伝えられると、「俺の目は間違っていなかった」と述べると同時に「ホールはあれだけメジャーで活躍し、ロッテでも活躍したのに残念すぎる」と語った。
ロッテでの応援歌の原曲はワーナー・ランバート（アダムス）（当時）ののど飴「ホールズ」のCMソング（ホールとホールズをかけたもの）であった。

## 詳細情報

### 年度別打撃成績
| 年 度     | 球 団     | 試 合 | 打 席 | 打 数 | 得 点 | 安 打 | 二 塁 打 | 三 塁 打 | 本 塁 打 | 塁 打 | 打 点 | 盗 塁 | 盗 塁 死 | 犠 打 | 犠 飛 | 四 球 | 敬 遠 | 死 球 | 三 振 | 併 殺 打 | 打 率 | 出 塁 率 | 長 打 率 | O P S |
| --------- | --------- | ----- | ----- | ----- | ----- | ----- | -------- | -------- | -------- | ----- | ----- | ----- | -------- | ----- | ----- | ----- | ----- | ----- | ----- | -------- | ----- | -------- | -------- | ----- |
| 1981      | CHC       | 10    | 12    | 11    | 1     | 1     | 0        | 0        | 1        | 4     | 2     | 0     | 0        | 0     | 0     | 1     | 0     | 0     | 4     | 0        | .091  | .167     | .364     | .530  |
| 1982      | CHC       | 24    | 88    | 80    | 6     | 21    | 3        | 2        | 0        | 28    | 4     | 0     | 1        | 0     | 1     | 5     | 1     | 2     | 17    | 0        | .263  | .318     | .350     | .668  |
| 1983      | CHC       | 112   | 458   | 410   | 60    | 116   | 23       | 5        | 17       | 200   | 56    | 6     | 6        | 1     | 2     | 42    | 6     | 3     | 101   | 4        | .283  | .352     | .488     | .840  |
| 1984      | CHC       | 48    | 164   | 150   | 25    | 42    | 11       | 3        | 4        | 71    | 22    | 2     | 1        | 0     | 2     | 12    | 3     | 0     | 23    | 2        | .280  | .329     | .473     | .803  |
| 1984      | CLE       | 83    | 299   | 257   | 43    | 66    | 13       | 1        | 7        | 102   | 30    | 1     | 1        | 0     | 5     | 35    | 5     | 2     | 55    | 3        | .257  | .344     | .397     | .741  |
| '84計     | CLE       | 131   | 463   | 407   | 68    | 108   | 24       | 4        | 11       | 173   | 52    | 3     | 2        | 0     | 7     | 47    | 8     | 2     | 78    | 5        | .265  | .339     | .425     | .764  |
| 1985      | CLE       | 23    | 75    | 66    | 7     | 21    | 6        | 0        | 0        | 27    | 12    | 0     | 1        | 0     | 1     | 8     | 0     | 0     | 12    | 2        | .318  | .387     | .409     | .796  |
| 1986      | CLE       | 140   | 480   | 442   | 68    | 131   | 29       | 2        | 18       | 218   | 77    | 6     | 2        | 0     | 3     | 33    | 8     | 2     | 65    | 8        | .296  | .346     | .493     | .839  |
| 1987      | CLE       | 142   | 508   | 485   | 57    | 136   | 21       | 1        | 18       | 213   | 76    | 5     | 4        | 0     | 2     | 20    | 6     | 1     | 68    | 7        | .280  | .309     | .439     | .748  |
| 1988      | CLE       | 150   | 553   | 515   | 69    | 144   | 32       | 4        | 6        | 202   | 71    | 7     | 3        | 2     | 8     | 28    | 12    | 0     | 50    | 8        | .280  | .312     | .392     | .704  |
| 1989      | NYY       | 113   | 391   | 361   | 54    | 94    | 9        | 0        | 17       | 154   | 58    | 0     | 0        | 1     | 8     | 21    | 4     | 0     | 37    | 9        | .260  | .295     | .427     | .721  |
| 1990      | NYY       | 113   | 371   | 360   | 41    | 93    | 23       | 2        | 12       | 156   | 46    | 0     | 0        | 0     | 3     | 6     | 2     | 2     | 46    | 7        | .258  | .272     | .433     | .706  |
| 1991      | NYY       | 141   | 527   | 492   | 67    | 140   | 23       | 2        | 19       | 224   | 80    | 0     | 1        | 0     | 6     | 26    | 6     | 3     | 40    | 6        | .285  | .321     | .445     | .776  |
| 1992      | NYY       | 152   | 622   | 583   | 67    | 163   | 36       | 3        | 15       | 250   | 81    | 4     | 2        | 0     | 9     | 29    | 4     | 1     | 53    | 13       | .280  | .310     | .429     | .739  |
| 1993      | ロッテ    | 129   | 542   | 480   | 71    | 142   | 29       | 1        | 30       | 263   | 92    | 21    | 10       | 0     | 3     | 54    | 5     | 5     | 81    | 10       | .296  | .371     | .548     | .919  |
| 1994      | ロッテ    | 119   | 509   | 459   | 69    | 127   | 29       | 1        | 22       | 224   | 80    | 13    | 8        | 0     | 6     | 42    | 8     | 2     | 84    | 8        | .277  | .336     | .488     | .824  |
| 1995      | 中日      | 50    | 191   | 178   | 20    | 42    | 5        | 0        | 12       | 83    | 35    | 2     | 1        | 0     | 4     | 9     | 2     | 0     | 28    | 7        | .236  | .267     | .466     | .733  |
| 1996      | SF        | 25    | 27    | 25    | 3     | 3     | 0        | 0        | 0        | 3     | 5     | 0     | 0        | 0     | 1     | 1     | 0     | 0     | 4     | 0        | .120  | .148     | .120     | .268  |
| MLB：13年 | MLB：13年 | 1276  | 4575  | 4237  | 568   | 1171  | 229      | 25       | 134      | 1852  | 620   | 31    | 22       | 4     | 51    | 267   | 57    | 16    | 575   | 69       | .276  | .318     | .437     | .755  |
| NPB：3年  | NPB：3年  | 298   | 1242  | 1117  | 160   | 311   | 63       | 2        | 64       | 570   | 207   | 36    | 19       | 0     | 13    | 105   | 15    | 7     | 193   | 25       | .278  | .341     | .510     | .851  |

### 表彰
NPB
- 月間MVP：1回 （1993年5月）
- IBMプレイヤー・オブ・ザ・イヤー賞：1回 （1993年）

### 記録
NPB
- 初出場：1993年4月10日、対オリックス・ブルーウェーブ戦（グリーンスタジアム神戸）

### 背番号
- 32 （1981年）
- 27 （1982年 - 1992年）
- 23 （1993年 - 1994年）
- 7 （1995年）
- 2 （1996年）